# Piotr Laidler
Piotr Maria Laidler (ur. 12 stycznia 1949 w Krakowie) – polski biochemik, profesor nauk medycznych.

## Życiorys
W 1971 ukończył studia na Wydziale Matematyczno-Fizyczno-Chemicznym Uniwersytetu Jagiellońskiego. W 1979 obronił pracę doktorską na Wydziale Lekarskim Akademii Medycznej im. M. Kopernika w Krakowie. Odbył staże naukowe w USA na Purdue University (1981–1991) i University of South Carolina (1993). W 1986 był profesorem wizytującym na Purdue University. W 1993 otrzymał stopień naukowy doktora habilitowanego na Wydziale Biologii i Nauk o Ziemi UJ, a w 2004 tytuł profesora nauk medycznych. Od 2005 do 2008 był prodziekanem Wydziału Lekarskiego CM UJ ds. współpracy międzynarodowej i nauki. W latach 2012–2016 pełnił funkcję prorektora Uniwersytetu Jagiellońskiego ds. Collegium Medicum.
W 2002 został odznaczony Złotym Krzyżem Zasługi za całokształt działalności badawczej i dydaktycznej.
W 2016 otrzymał tytuł doktora honoris causa Uniwersytetu Edynburskiego.